# 대영중학교 (서울)
대영중학교(大永中學校)는 대한민국 서울특별시 영등포구 신길동에 있는 공립 중학교이다.

## 학교 연혁
- 1988년 2월 : 대영중학교 설립인가(30개 학급 1,680명)
- 1988년 3월 1일 : 초대 오정출 교장 취임
- 2002년 8월 29일 : 종합정보화센터 준공
- 2023년 1월 6일 : 제33회 졸업식(199명 남 95명, 여 104명)
- 2023년 9월 1일 : 제35회 입학식(210명 남 105명, 여 105명)
- 2024년 3월 1일: 박수봉 교장 취임
- 2024년 3월 4일: 제34회 입학식(231명 남 121명, 여110명)

## 참고 자료
- 대영중학교 - 한국교육학술정보원 학교알리미